# Gina Stechert
Gina Stechert (ur. 20 listopada 1987 w Oberstdorfie) – niemiecka narciarka alpejska, specjalistka konkurencji szybkościowych.

## Kariera
Po raz pierwszy na arenie międzynarodowej pojawiła się 2 grudnia 2002 roku podczas zawodów FIS Race w Kaunertal, gdzie zajęła 14. miejsce w slalomie. W 2003 roku wystartowała na mistrzostwach świata juniorów w Briançonnais, gdzie zajęła 29. miejsce w supergigancie i 30. miejsce w jeździe. Jeszcze czterokrotnie startowała na imprezach tego cyklu, najlepszy wynik osiągając podczas mistrzostw świata juniorów w Altenmarkt, gdzie była piąta w zjeździe.
W zawodach Pucharu Świata zadebiutowała 21 grudnia 2004 roku w Sankt Moritz, gdzie nie ukończyła supergiganta. Pierwsze pucharowe punkty zdobyła 22 stycznia 2006 roku w Sankt Moritz, zajmując 22. pozycję w superkombinacji. Na podium zawodów tego cyklu jedyny raz stanęła 21 lutego 2009 roku w Tarvisio, gdzie była najlepsza w zjeździe. W zawodach tych wyprzedziła Lindsey Vonn z USA i Anję Pärson ze Szwecji. Najlepsze wyniki osiągnęła w sezonie 2008/2009, kiedy to w klasyfikacji generalnej zajęła 38. miejsce.
W 2010 roku wystartowała na igrzyskach olimpijskich w Vancouver, zajmując dziesiąte miejsce w zjeździe i piętnaste w supergigancie. Była też między innymi dwunasta w superkombinacji podczas mistrzostw świata w Val d’Isère w 2009 roku. Jest też mistrzynią Niemiec w superkombinacji (2007) oraz dwukrotną mistrzynią kraju w zjeździe (2006, 2008).
W 2014 roku zakończyła karierę.

## Osiągnięcia

### Igrzyska olimpijskie
| Miejsce | Dzień     | Rok  | Miejscowość | Konkurencja     | Czas biegu | Strata | Zwyciężczyni       |
| ------- | --------- | ---- | ----------- | --------------- | ---------- | ------ | ------------------ |
| 10.     | 17 lutego | 2010 | Vancouver   | Zjazd           | 1:44,19    | +2,74  | Lindsey Vonn       |
| DNF2    | 18 lutego | 2010 | Vancouver   | Superkombinacja | 2:09,14    | -      | Maria Riesch       |
| 15.     | 20 lutego | 2010 | Vancouver   | Supergigant     | 1:20,14    | +2,07  | Andrea Fischbacher |

### Mistrzostwa świata
| Miejsce | Dzień     | Rok  | Miejscowość | Konkurencja     | Czas biegu | Strata | Zwyciężczyni    |
| ------- | --------- | ---- | ----------- | --------------- | ---------- | ------ | --------------- |
| 22.     | 6 lutego  | 2007 | Åre         | Supergigant     | 1:18,85    | +2,40  | Anja Pärson     |
| DNF1    | 9 lutego  | 2007 | Åre         | Superkombinacja | 1:57,69    | -      | Anja Pärson     |
| DNF1    | 11 lutego | 2007 | Åre         | Zjazd           | 1:26,89    | -      | Anja Pärson     |
| DNF     | 3 lutego  | 2009 | Val d’Isère | Supergigant     | 1:20,73    | -      | Lindsey Vonn    |
| 12.     | 6 lutego  | 2009 | Val d’Isère | Superkombinacja | 2:20,13    | +3,50  | Kathrin Zettel  |
| 26.     | 9 lutego  | 2009 | Val d’Isère | Zjazd           | 1:30,31    | +4,34  | Lindsey Vonn    |
| DNF     | 8 lutego  | 2011 | Ga-Pa       | Supergigant     | 1:23,82    | -      | Elisabeth Görgl |

### Mistrzostwa świata juniorów
| Miejsce | Dzień     | Rok  | Miejscowość  | Konkurencja | Czas biegu | Strata      | Zwyciężczyni          |
| ------- | --------- | ---- | ------------ | ----------- | ---------- | ----------- | --------------------- |
| 30.     | 4 marca   | 2003 | Briançonnais | Zjazd       | 1:12,23    | +2,70       | Tamara Wolf           |
| 29.     | 5 marca   | 2003 | Briançonnais | Supergigant | 1:20,02    | +3,77       | Julia Mancuso         |
| 40.     | 10 lutego | 2004 | Maribor      | Zjazd       | 1:12,23    | +3,80       | Maria Riesch          |
| 31.     | 12 lutego | 2004 | Maribor      | Supergigant | 1:26,79    | +2,69       | Nadia Fanchini        |
| 50.     | 13 lutego | 2004 | Maribor      | Gigant      | 2:21,39    | +9,97       | Maria Riesch          |
| 46.     | 15 lutego | 2004 | Maribor      | Slalom      | 1:40,73    | +11,21      | Kathrin Zettel        |
| 23.     | 15 lutego | 2004 | Maribor      | Kombinacja  | 25,68 pkt  | +165,86 pkt | Maria Riesch          |
| DNF     | 23 lutego | 2005 | Bardonecchia | Zjazd       | 1:28,84    | -           | Nadia Fanchini        |
| DNF     | 3 marca   | 2006 | Québec       | Zjazd       | 1:13,51    | -           | Marianne Abderhalden  |
| DNF1    | 4 marca   | 2006 | Québec       | Slalom      | 1:37,30    | -           | Maria Pietilä-Holmner |
| DNF     | 5 marca   | 2006 | Québec       | Supergigant | 1:10,96    | -           | Anna Fenninger        |
| 5.      | 7 marca   | 2007 | Altenmarkt   | Zjazd       | 1:39,69    | +0,95       | Tina Weirather        |
| 19.     | 8 marca   | 2007 | Altenmarkt   | Gigant      | 2:14,90    | +3,14       | Nicole Schmidhofer    |
| 16.     | 9 marca   | 2007 | Altenmarkt   | Supergigant | 1:19,34    | +2,34       | Nicole Schmidhofer    |
| DNF1    | 11 marca  | 2007 | Altenmarkt   | Slalom      | 1:44,23    | -           | Ilka Štuhec           |

### Puchar Świata

#### Miejsca w klasyfikacji generalnej
- sezon 2005/2006: 106.
- sezon 2006/2007: 65.
- sezon 2007/2008: 43.
- sezon 2008/2009: 38.
- sezon 2009/2010: 42.
- sezon 2010/2011: 64.
- sezon 2012/2013: 74.
- sezon 2013/2014: 119.

#### Miejsca na podium w zawodach
1. Tarvisio – 21 lutego 2009 (zjazd) – 1. miejsce